# Vice-président des États-Unis
 (février 2016).
Si vous disposez d'ouvrages ou d'articles de référence ou si vous connaissez des sites web de qualité traitant du thème abordé ici, merci de compléter l'article en donnant les références utiles à sa vérifiabilité et en les liant à la section « Notes et références ».
Le vice-président des États-Unis (en anglais : Vice President of the United States, parfois abrégé par le sigle VPOTUS ou tout simplement VP) est le second plus haut responsable politique de la branche exécutive du gouvernement fédéral des États-Unis, et le premier dans l'ordre de succession présidentielle des États-Unis. Il succède au président avec tous ses pouvoirs initiaux en cas de décès, de démission ou de destitution (impeachment) de ce dernier et exerce le mandat jusqu’à son échéance prévue. Il est élu en même temps que le président par le même collège électoral de grands électeurs. Selon la Constitution, il assure également la présidence du Sénat des États-Unis.
En 2021, Kamala Harris est devenue la première femme à occuper cette fonction.
Depuis le 20 janvier 2025, le vice-président des États-Unis est J. D. Vance.

## Rôle constitutionnel
Bien que considéré par tous comme le second personnage de l'exécutif américain, la Constitution américaine ne donne aucun rôle exécutif au vice-président. Il peut se voir attribuer des fonctions par le président des États-Unis mais il n'agit alors qu’en tant qu’agent du président. De nombreux vice-présidents n'ont exercé aucun rôle dans l'exécutif.
En outre, le rôle que lui octroie la présidence ex officio du Sénat américain ne lui attribue que peu de pouvoir sur les affaires de l'État et le cantonne à une activité essentiellement procédurale. Il est ainsi tenu de ne pas intervenir dans les débats de la Chambre haute. Cependant, en cas d'égalité de vote, il a la possibilité de faire jouer sa voix pour éviter un blocage institutionnel.

## Mode d'élection
Le vice-président est élu par le même Collège électoral qui élit le président des États-Unis, en même temps et pour la même durée de mandat de quatre ans, son nom figure juste en bas de celui du président sur le bulletin de vote de l’élection présidentielle. 

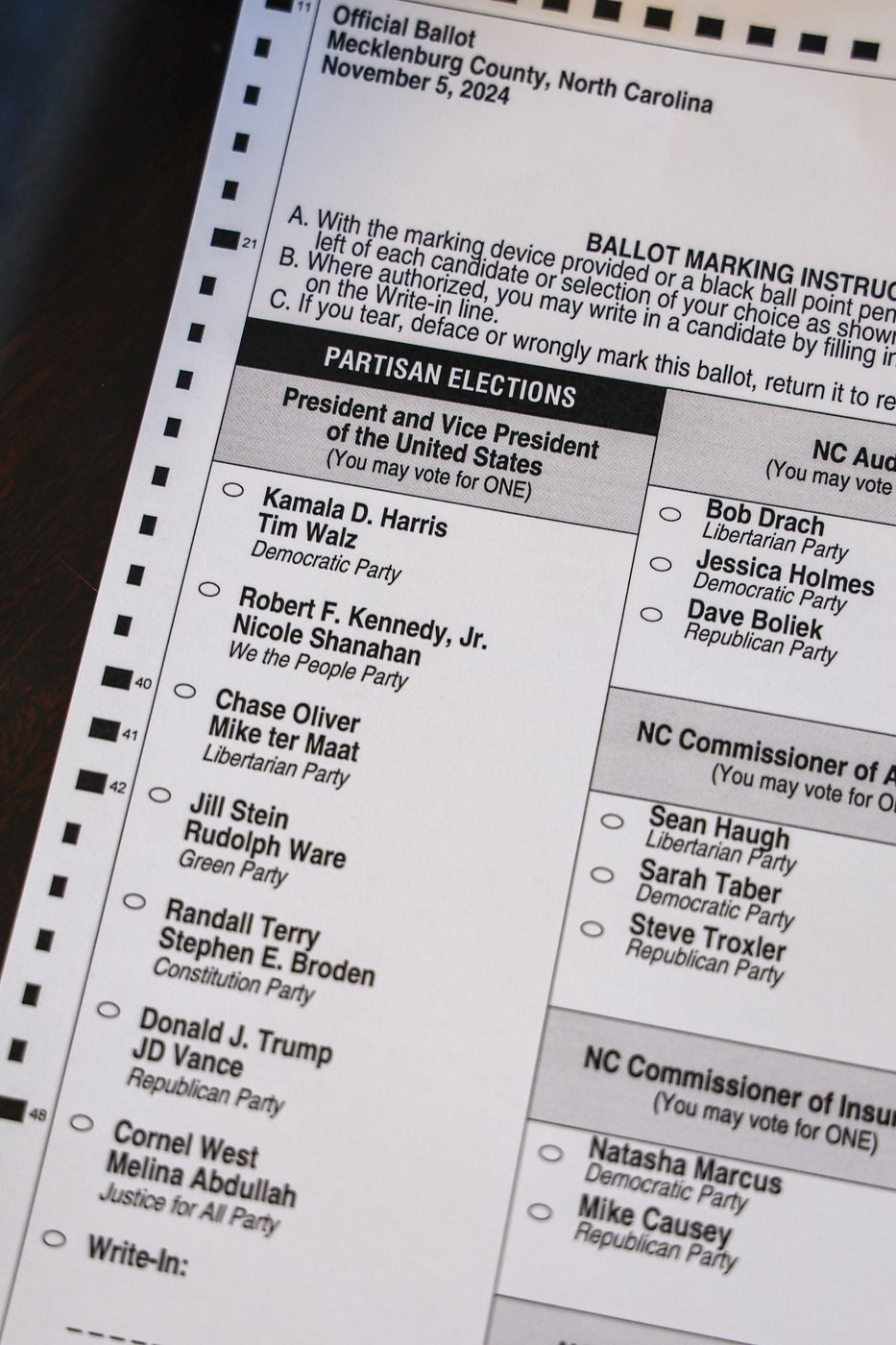
Bulletin de vote en Caroline du Nord pour les différentes élections américaines de 2024.

Depuis 1804 et l'adoption du XIIe amendement, le vote pour cette élection pour le président et le vice-président se fait par bulletins séparés. Auparavant, était élu vice-président celui qui arrivait deuxième au nombre des suffrages des grands électeurs dans le vote pour la présidence. Ce changement de mode d'élection est intervenu après les conflits entre président et vice-président issus de camps politiques opposés, mais il allait affaiblir le rôle politique et la fonction de vice-président.
Ce choix de bulletins distincts est devenu discutable ou inutile à la fin du XIXe siècle quand le Collège électoral a été élu par un vote populaire et qu'il est devenu la norme que les grands électeurs choisis se soient engagés à voter pour un président et un vice-président donnés, nommés par leur parti politique. Ainsi, alors que la Constitution américaine prévoit que le président et le vice-président soient choisis séparément, dans la pratique ils sont choisis ensemble.
Si aucun candidat à la vice-présidence ne reçoit une majorité de suffrages des grands électeurs, la Constitution américaine prévoit que c'est le Sénat qui procède à son élection. Cela ne s'est produit qu'une fois dans l'histoire, en 1836, avec l'élection par le Sénat de Richard Mentor Johnson. Colistier de Martin Van Buren, il n'obtint pas la majorité du Collège électoral car, ayant eu connaissance de sa relation affichée avec une femme noire, 23 grands électeurs de Virginie, pourtant élus de son camp politique, refusèrent de voter pour lui (mais votèrent néanmoins  pour Van Buren à la présidence).

### Éligibilité
Le douzième amendement de la Constitution des États-Unis déclare qu’« aucune personne constitutionnellement inéligible à la fonction de Président ne sera éligible à celle de Vice-président des États-Unis ». Cependant, alors que la limitation à deux mandats est imposée à la Présidence par le XXIIe amendement de la Constitution, il n'y a pas de restriction au nombre de mandats que peut exercer une personne à la vice-présidence.
Pour servir à la vice-présidence, une personne doit :
- être née citoyen américain et avoir au moins 35 ans ;
- avoir vécu aux États-Unis pendant au moins 14 ans ;
- être éligible au poste de Président (tel que défini dans le XXe amendement).

### État d'origine
La constitution américaine interdit aux grands électeurs de voter à la fois pour un candidat à la présidence et pour un candidat à la vice-présidence qui viennent du même État qu'eux. En théorie, cela pourrait empêcher le candidat à la vice-présidence disposant du plus grand nombre de grands électeurs d'obtenir la majorité absolue requise pour son élection, même si le candidat à la présidence est lui élu, et placerait alors l'élection de la vice-présidence dans les mains du Sénat. En pratique, cela est rarement un problème, les partis politiques évitant les tickets avec deux candidats issus d'un même État.
À cause de cette contrainte constitutionnelle, l'ancien représentant du Wyoming, Dick Cheney qui avait déménagé au Texas pour devenir le président d'Halliburton Company, se redomicilia au Wyoming juste avant d'accepter d'être le candidat républicain à la vice-présidence, auprès de George W. Bush, candidat à la présidence et gouverneur du Texas. Ce qui au vu de la faible majorité républicaine de grands électeurs à l'issue de l'élection de novembre 2000 lui permit d'être élu.

### Choix du candidat à la vice-présidence
Le candidat à la vice-présidence des principaux partis politiques est formellement choisi lors de la convention que chaque parti tient quelques mois avant l'élection, à la suite du choix de leur candidat à la présidence. Le processus officiel est le même que pour le choix du candidat à la présidence avec un vote des délégués lors de cette convention. Dans la pratique, le candidat à la présidence influe considérablement sur le choix et au cours du XXe siècle, il est devenu habituel que ce dernier, une fois assuré de l'investiture de son parti, choisisse son running mate (littéralement celui qui partage sa course à l'élection), son candidat à la vice-présidence, formant alors un ticket pour l'élection. Ce choix est ensuite entériné par les délégués de la Convention.
Le choix du candidat à la vice-présidence repose sur des considérations hautement électorales : un candidat qui puisse renforcer le candidat à la présidence dans des États (le ticket Kennedy-Johnson de 1960), dans des domaines de compétences (les tickets Clinton-Gore en 1992, Bush-Cheney en 2000 ou Obama-Biden en 2008) où il manifeste des lacunes, ou auprès de certains électorats réticents (Trump-Pence en 2016). Le choix peut aussi permettre d'unifier le parti et de le mettre en bon ordre de bataille pour la campagne électorale dans le cas de primaires divisant le parti.
Le dernier candidat à la présidence à ne pas avoir choisi le candidat à la vice-présidence de son parti, laissant ce choix à la convention, fut le démocrate Adlai Stevenson en 1956. La convention choisit alors le sénateur du Tennessee Estes Kefauver, devant le jeune sénateur du Massachusetts John F. Kennedy. Lors de la tumultueuse convention démocrate de 1972, le candidat à la présidence George McGovern choisit le Sénateur Thomas Eagleton comme colistier mais nombre d'autres candidats restèrent en compétition et obtinrent de nombreux suffrages des délégués. Eagleton réussit néanmoins à obtenir la majorité des voix et la nomination.
Lorsque le choix du candidat à la présidence est toujours incertain à l'approche de la convention du parti, les campagnes pour les deux postes peuvent se lier. Ainsi en 1976, Ronald Reagan, qui était juste devant Gerald Ford aux primaires, annonça avant la convention républicaine que s'il était choisi, il prendrait le Sénateur Richard Schweiker comme candidat à la vice-présidence, espérant ainsi faire la différence sur son concurrent au sein du Parti républicain. Cette annonce n'eut pas l'effet escompté : Schweiker étant perçu comme relativement libéral, Reagan s'aliéna beaucoup de délégués parmi les plus conservateurs.

## Rôle historique

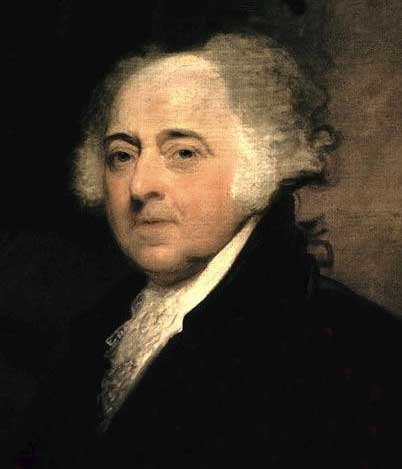
John Adams, premier vice-président des États-Unis.

Pendant les 200 premières années de l'histoire des États-Unis, la vice-présidence fut essentiellement un rôle honorifique, sauf en cas de décès du président. John Adams, le premier vice-président, resta pendant ses deux mandats au Massachusetts, ne venant à Washington qu'en cas de nécessité. Il déclara : « Je suis vice-président. En cela, je ne suis rien, mais je pourrais être tout ».
En 1841, la vice-présidence changea à la suite de la mort du président William Henry Harrison. Le vice-président John Tyler, un démocrate mis sur le ticket de Harrison, un whig (droite), pour ramener des voix, accéda à la Présidence. La Constitution lui accordait le droit de succéder au président, mais la formulation ambiguë de ce texte souleva des controverses. Tyler rencontra des difficultés pour s'affirmer dans cette fonction, car ses opposants interprétaient la Constitution de manière qu'il assure la succession présidentielle sans pour autant être reconnu officiellement comme le nouveau président des États-Unis. En 1967, le 25e amendement de la Constitution éclaircit le sujet en disposant qu'en cas de destitution, décès ou démission du président, le vice-président deviendra président.
Garret Hobart, le premier vice-président de William McKinley fut l'un des rares vice-présidents de cette époque qui joua un rôle important dans l'administration présidentielle. Il fut un proche confident et conseiller du président ; Hobart était appelé Assistant to the President.
À partir de 1933, Franklin D. Roosevelt accrut le rôle du vice-président en renouvelant la pratique de le convier aux réunions du Cabinet, pratique maintenue par la suite par tous les présidents. Le premier vice-président de Roosevelt, John Nance Garner, cassa avec lui au début de leur second mandat à cause des tensions liées au Court-packing. Il devint ensuite un des chefs de file de l'opposition à Roosevelt. Son successeur Henry Wallace se vit confier d'importantes responsabilités pendant la Seconde Guerre mondiale, mais son positionnement évolua plus à gauche que ceux du Parti démocrate et de l'administration Roosevelt et il se vit retirer tout pouvoir réel. Roosevelt se garda bien d'informer son dernier vice-président, Harry S. Truman, de toutes les questions relatives à la guerre ou à l'après-guerre, tels que le projet de bombe atomique, conduisant Truman à remarquer ironiquement que le boulot du vice-président est d'« aller aux mariages et aux obsèques ». Après la mort de Roosevelt, Truman devint président. Le besoin de garder le vice-président au courant des questions de sécurité nationale devint évident. Le Congrès fit donc du vice-président l'un des quatre membres statutaires du Conseil national de sécurité en 1949.
Richard Nixon « réinventa » la fonction de vice-président. Il avait l'attention des médias et du Parti républicain quand Eisenhower lui demanda de présider les réunions du Cabinet en son absence. Nixon fut aussi le premier vice-président à assurer temporairement le contrôle de la branche exécutive après qu'Eisenhower eut une crise cardiaque en septembre 1955, un iléite (inflammation des intestins) en juin 1956 et une attaque cérébrale en novembre 1957.
À partir de 1961, le rôle de vice-président prit de l'ampleur avec la nomination, par le président John F. Kennedy, du vice-président Lyndon B. Johnson à la tête, entre autres, du programme spatial des États-Unis (qui devait par la suite devenir la NASA).
Johnson, devenu président à la mort de Kennedy en 1963 et qui n'avait jamais caché son manque d'enthousiasme pour le poste, choisit de ne pas accorder plus de pouvoir à son successeur Hubert Humphrey.
Sous la présidence de Richard Nixon, élu en 1968 (après avoir été vice-président d'Eisenhower de 1953 à 1961), la vice-présidence marqua un recul. Le premier vice-président de Nixon, Spiro Agnew, dut démissionner en 1973, accusé de fraude fiscale et d'avoir accepté des pots-de-vin pendant son mandat de gouverneur du Maryland. Nixon nomma alors Gerald Ford au poste de vice-président. À la démission de Nixon en 1974 à la suite du scandale du Watergate, Ford devint président et nomma Nelson Rockefeller vice-président, mais Ford qui servait de sous-remplaçant eut énormément de difficultés à s'habituer à ses nouvelles fonctions.
Le président démocrate Jimmy Carter fut le premier président à accorder à son vice-président, Walter Mondale, un bureau dans l'aile Ouest de la Maison-Blanche et lui donna quelques responsabilités.
Le vice-président de George H. W. Bush, le républicain Dan Quayle reste surtout connu pour ses gaffes et Bush père ne lui laissa aucun pouvoir pendant sa présidence.
Les démocrates Bill Clinton et son vice-président Al Gore étendirent le rôle du vice-président, Gore s'impliquant au Conseil national de sécurité et possédant de nombreuses prérogatives dans les domaines économiques et des affaires étrangères.

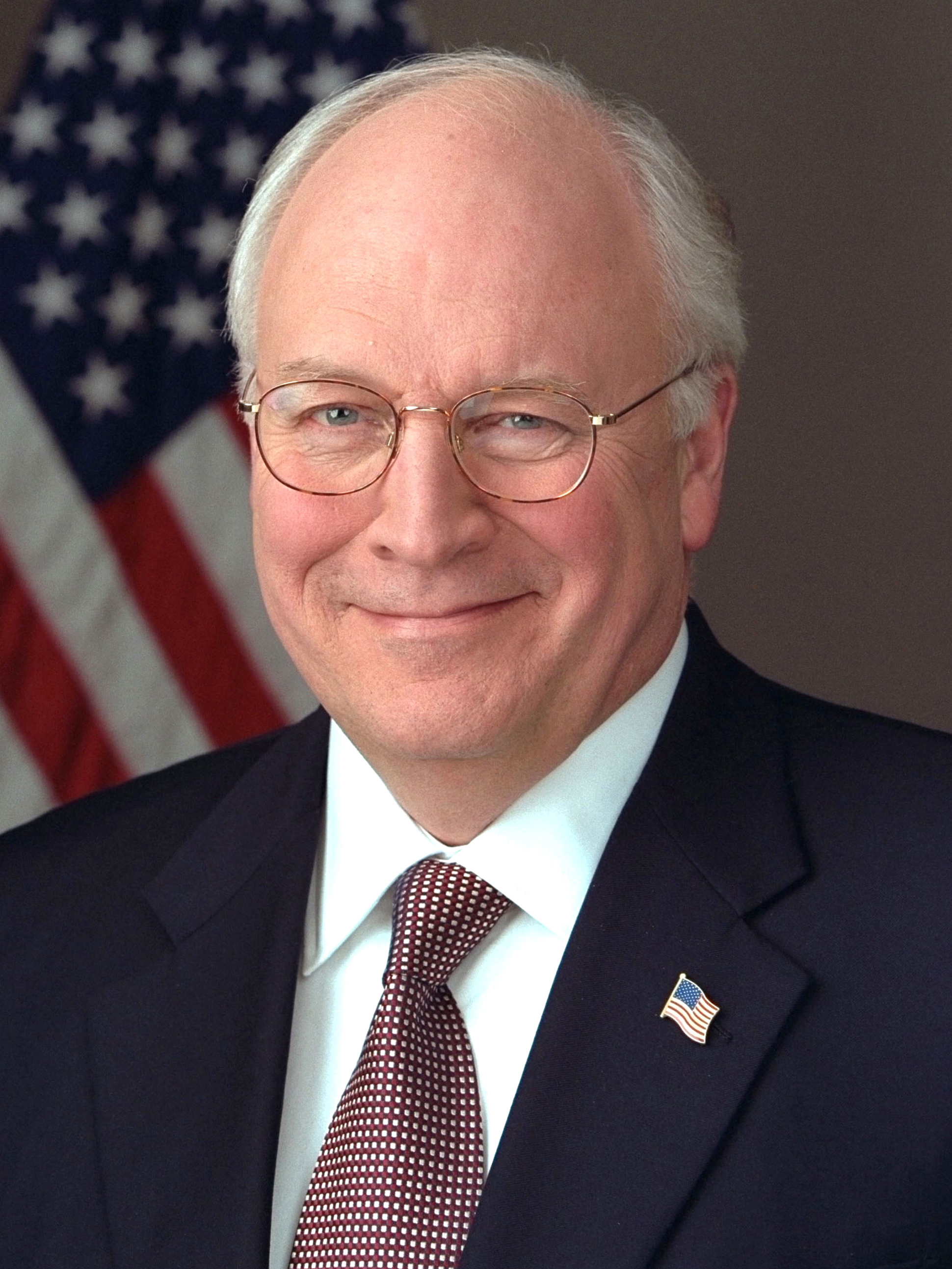
Dick Cheney en 2004.

Dès le début de son mandat, le républicain Dick Cheney se révèle le vice-président le plus puissant que le pays ait connu jusque-là, exerçant une influence controversée sur le président George W. Bush, encore novice sur de nombreux sujets de politique interne ou internationale. Fort de sa longue expérience et de son culte du secret, il se charge, dans les premiers mois, de guider Bush. Dick Cheney est en première ligne à la suite des attentats du 11 septembre 2001, à la suite desquels George W. Bush donna de larges pouvoirs à Dick Cheney, créant un exécutif à deux têtes pour que l'État ne soit pas paralysé en cas d'attaque terroriste contre le président. Bush, contraint par les circonstances, voit plus son vice-président comme un bras droit que comme un remplaçant en retrait des affaires publiques.
Souvent, le vice-président va prendre des positions plus extrêmes que le Président pour contenter la base sans couper le Président de l'opinion publique. Il peut aussi servir de remplaçant au Président pour les visites à l'étranger : montrer le soutien ou l'intérêt du gouvernement sans pour autant envoyer le Président en personne.

## Succession à la présidence
La ratification du XXVe amendement en 1967 est l'aboutissement de longues discussions pour éviter que ne se reproduisent certains problèmes :
- 1841, à la mort du président William Henry Harrison, le vice-président John Tyler est appelé à lui succéder en vertu de la Constitution, mais l'absence de précédent historique pose un problème d'interprétation : les adversaires de Tyler considèrent qu'il aurait dû succéder à Harrison en conservant son titre de vice-président, donc sans adopter celui de président ;
- 1881, à la suite d'une tentative d'assassinat, le président James Garfield agonise pendant trois mois avant de mourir, laissant l'exécutif paralysé dans l’intervalle ;
- 1901, le président William McKinley agonise pendant huit jours à la suite d'une tentative d'assassinat ;
- 1919-1921, à la suite d'un infarctus, le président Wilson est incapable de diriger le pays et, selon certaines rumeurs, c'est sa femme Edith Wilson qui prend en charge la direction du pays ;
- 1955-1961, le président Dwight David Eisenhower est fréquemment handicapé par des attaques cardiaques et d'autres problèmes de santé. Le vice-président Richard Nixon assume alors certaines des prérogatives du président sans jamais obtenir le contrôle complet de l'exécutif.

Le XXVe amendement autorise le président à se déclarer incapable en transmettant une déclaration écrite aux présidents du Sénat et de la Chambre des représentants : le vice-président devient alors président par intérim et ce jusqu'au moment où le président les avise par écrit du contraire. Cet alinéa de l'amendement a été utilisé à quatre reprises :
- le 13 juillet 1985, le président Reagan est opéré afin d'enlever des polypes cancéreux de son côlon et transmet au préalable le pouvoir à son vice-président George H. W. Bush (père) , l'intérim dure huit heures ;
- les 29 juin 2002 et 21 juillet 2007, le président George W. Bush (fils) subit à deux reprises une coloscopie et transmet les pouvoirs exécutifs pendant respectivement deux heures et plusieurs heures à Dick Cheney, son vice-président ;
- le 19 novembre 2021, le président Joe Biden subit une coloscopie « de routine », et transfère tous ses pouvoirs exécutifs à sa vice-présidente Kamala Harris, qui devient pendant une heure et vingt-cinq minutes la première femme de l'histoire à exercer les fonctions de chef de l’État fédéral américain.

Cet amendement permet aussi au vice-président, avec la majorité du Cabinet, de déclarer le président incapable d'exercer ses fonctions et de devenir président par intérim. À ce jour, aucun président n'a été jugé incapable de remplir sa tâche, par son vice-président et son Cabinet. Cependant, les constitutionnalistes considèrent qu'à la suite de la tentative d'assassinat contre lui le 30 mars 1981, le président Reagan n'était plus en état de gouverner dans les heures et jours qui ont suivi. Le vice-président Bush choisit pourtant de laisser la tête de l'État vacante, et ne mit pas en œuvre la procédure visant à faire déclarer le président incapable d'assumer temporairement ses fonctions.
Neuf vice-présidents ont été investis à la présidence :
- John Tyler, à la mort de Harrison en 1841 ;
- Millard Fillmore, à la mort de Taylor en 1850 ;
- Andrew Johnson, à la suite de l'assassinat de Lincoln en 1865 ;
- Chester Alan Arthur, à la suite de l'assassinat de James Abram Garfield en 1881 ;
- Theodore Roosevelt, à la suite de l'assassinat de William McKinley en 1901 ;
- Calvin Coolidge, à la mort de Warren Harding en 1923 ;
- Harry S. Truman, à la mort de Franklin Delano Roosevelt en 1945 ;
- Lyndon Johnson, à la suite de l'assassinat de John F. Kennedy en 1963 ;
- Gerald Ford, à la suite de la démission de Richard Nixon en 1974.

En cas d'incapacité du vice-président, c'est le président de la Chambre des représentants, deuxième dans l'ordre de succession présidentielle, qui est nommé président. Ce cas de figure ne s'est jamais produit.

## Vacance du poste
À seize reprises, avant le XXVe amendement ratifié en 1967, le poste de vice-président s'est retrouvé sans titulaire à la suite de la mort (par sept fois), la démission (à une seule occasion pour John Caldwell Calhoun en 1832) ou la nomination à la présidence (par huit fois). Depuis l'adoption de cet amendement, le poste de vice-président a été vacant par deux fois à la suite d'une démission, puis à une accession à la présidence.
Cet amendement impose au président de nommer un vice-président en cas de vacance du poste. Ce choix de vice-président doit être confirmé par un vote à la majorité des deux Chambres. En 1973, Gerald Ford est le premier à en bénéficier : il est nommé vice-président en remplacement de Spiro Agnew, contraint à la démission quelques semaines plus tôt. Sa nomination fut confirmée par les Chambres le 6 décembre 1973. À son accession à la présidence en 1974, ce dernier nomma Nelson Rockefeller à la vice-présidence. À ce jour, ce sont les deux seuls vice-présidents qui n'aient pas été élus lors d’une élection présidentielle ; en outre, Gerald Ford est l'unique président à n’avoir pas été élu, ni président, ni vice-président.

## Bureaux et résidence
Les bureaux officiels du vice-président se situent dans l’aile ouest de la Maison-Blanche, mais il dispose également d’un bureau cérémonial au Bâtiment du bureau exécutif Eisenhower, à proximité immédiate de l'aile ouest (West Wing) de la Maison-Blanche.
Sa résidence officielle est depuis 1974 le Number One Observatory Circle, une maison sur les terrains de l'Observatoire naval des États-Unis à Washington. Auparavant, il résidait dans son domicile privé.

## Liste des vice-présidents des États-Unis
John C. Breckinridge, entré en fonction à l'âge de 36 ans, a été le plus jeune vice-président, tandis qu'Alben W. Barkley, vice-président à 71 ans, a été le plus âgé à ce poste.
Deux vice-présidents, George Clinton et John C. Calhoun, ont servi sous plus d'un unique président.
Kamala Harris, élue en 2020 aux côtés de Joe Biden, a été la première femme à occuper la fonction.

## Après la vice-présidence
Outre les neuf vice-présidents en exercice qui succédèrent directement au président, il y a : 
- Quatre vice-présidents sortants sont élus présidents :

1. John Adams (1789–1797), élu président en 1796.
2. Thomas Jefferson (1797–1801), élu président en 1800.
3. Martin Van Buren (1833–1837), élu président en 1836.
4. George H. W. Bush (1981–1989), élu président en 1988.

- Deux anciens vice-présidents non sortants sont élus présidents :

1. Richard Nixon (1953-1961), élu président en 1968.
2. Joe Biden (2009-2017), élu président en 2020.

- Cinq vice-présidents sortants échouent à l'élection présidentielle :

1. John C. Breckinridge (1857-1861), battu par Abraham Lincoln en 1860.
2. Richard Nixon (1953-1961), battu par John F. Kennedy en 1960.
3. Hubert Humphrey (1965-1969), battu par Richard Nixon en 1968.
4. Al Gore (1993-2001), battu par George W. Bush en 2000.
5. Kamala Harris (2021-2025), battue par Donald Trump en 2024.

- Deux anciens vice-présidents non sortants échouent à l'élection présidentielle :

1. Henry Wallace (1941-1945), se présentant sous l'étiquette du Parti progressiste et finissant en quatrième position en 1948.
2. Walter Mondale (1977-1981), battu par Ronald Reagan en 1984.

- Un ancien vice-président a reçu le prix Nobel de la paix :

1. Al Gore (1993-2001), en 2007.

Les anciens vice-présidents ont le droit à une pension à vie mais, contrairement au vice-président en exercice, ne bénéficient pas d'une protection personnelle du Secret Service. Cependant, dans la pratique récente, ils reçoivent une telle protection dans les six mois qui suivent la fin de leur vice-présidence (en juin 2008, une loi était en cours d'examen au Congrès pour officialiser cette pratique).
Les anciens vice-présidents démocrates sont ex officio super délégués à la Convention nationale démocrate qui choisit pour ce parti les candidats à la présidence et vice-présidence.

## Vice-président des États-Unis dans la fiction
- Vice-président dans son office de Président du Sénat (joué par Harry Carey) dans le film Monsieur Smith au Sénat (1939).
- Harley Hudson (joué par Lew Ayres) dans le film Tempête à Washington (1962).
- M. Price (joué par James Karen) dans le film Capricorn One (1978).
- Gary Nance (joué par Ben Kingsley) dans le film Président d'un jour (1993).
- Kathryn Bennett (jouée par Glenn Close) dans le film Air Force One (1997).
- John Hoynes (joué par Tim Matheson), Bob Russell (joué par Gary Cole), Leo McGarry (joué par John Spencer) et Eric Baker (joué par Ed O'Neill) dans la série télévisée À la Maison-Blanche (1999-2006).
- Burton Kendall Wheeler dans le roman Le Complot contre l'Amérique de Philip Roth (2004)[6].
- Robert Kinsey (joué par Ronny Cox) dans la série Stargate SG-1 (2004)
- Daniel Morris dans le jeu vidéo Hitman: Blood Money (2006).
- Frito Pendejo (joué par Dax Shepard) dans le film Idiocracy (2006).
- Mackenzie Allen (jouée par Geena Davis) puis le Général Warren Keaton (joué par Peter Coyote) dans la série Commander in Chief.
- Monsieur Spatule dans le jeu vidéo Sam and Max : Au-delà du temps et de l'espace (2008).
- Selina Mayer (jouée par Julia Louis-Dreyfus) dans la série télévisée Veep (depuis 2012).
- Sally Langston (jouée par Kate Burton), Susan Ross, (jouée par Artemis Pebdani) et Luna Vargas (jouée par Tessie Santiago) dans la série télévisée Scandal (depuis 2012).
- Jim Matthews (joué par Dan Ziskie), Frank Underwood (joué par Kevin Spacey), Donald Blythe (joué par Reed Birney), Claire Underwood (jouée par Robin Wright) et Mark Usher (joué par Campbell Scott) dans la série télévisée House of Cards (2013-2018).
- Charlie Rodriguez (joué par Phil Austin) dans le film La Chute de la Maison-Blanche (2013).
- Natalie Maccabee (jouée par Sharon Stone) dans la série télévisée Agent X (2015).
- Allan Trumbull (joué par Morgan Freeman) dans le film La Chute de Londres (2016).
- Ralph Warner (joué par Beau Bridges) dans la série Homeland (2018).
- Peter McLeish (joué par Ashley Zukerman), Ellenor Darby et Aaron Shore (joué par Adan Canto) dans la série Designated Survivor.
- Dick Cheney (joué par Christian Bale) dans le film Vice (2018).
- Martin Kirby (joué par Tim Blake Nelson) dans le film La Chute du Président (2019).
- Grace Penn (jouée par Allison Janney) dans la série La Diplomate (2023).
- Victoria Neuman (jouée par Claudia Doumit) dans la série The Boys (2024).